# Lupe Vélez
María Guadalupe Villalobos (Lupe) Vélez (San Luis Potosí, 18 juli 1908 -– Beverly Hills, 13 december 1944) was een uit Mexico afkomstige Amerikaanse actrice.
Vélez verhuisde in 1924 naar de Verenigde Staten en maakte in 1927 haar debuut in The Gaucho, waarin ze tegenover Douglas Fairbanks was te zien. Geruchten gingen rond dat ze tijdens het maken van de film een affaire kregen, ondanks het feit dat Fairbanks getrouwd was met actrice Mary Pickford. In 1928 werd Vélez uitgeroepen tot een van de WAMPAS Baby Stars.
Vélez maakte gedurende haar carrière verscheidene films, maar vond het teleurstellend dat ze op 30-jarige leeftijd nog steeds niet was uitgegroeid tot een bekende ster. Ze verliet Hollywood voor Broadway, maar keerde al in 1939 weer terug. Vanaf toen was ze voornamelijk in B-films te zien.
In 1933 trouwde ze met olympisch zwemkampioen en Tarzanvertolker Johnny Weissmuller. In 1939 scheidde het paar.
In de jaren 40 raakte Vélez zwanger van acteur Harald Maresch. Vélez schaamde zich ervoor een buitenechtelijk kind te krijgen, maar wilde geen abortus. Daarom pleegde ze zelfmoord via een overdosis medicijnen. Geruchten gaan rond dat Vélez stierf na een val, waarbij ze haar nek brak en met haar hoofd in het toilet viel, waarin ze zou zijn verdronken. De geruchten kwamen tot stand nadat het verslag van haar dood de werkelijkheid mooier wilde maken. Velez trok voor haar zelfmoord zoals het een diva past, haar mooiste zilverlamé japon aan en decoreerde de kamer met reukkaarsen en bloemen. Toen ze zich op het bed installeerde, deed zij dat met gevouwen handen alsof ze aan het bidden was. Tijdens de nacht zorgden de slaaptabletten voor braakneigingen waarop ze in paniek naar de badkamer liep, struikelde en viel. Haar dienstmeisje vond haar dode lichaam de volgende ochtend. Haar naakte bovenlichaam zat rechtop, haar hoofd hing in het toilet terwijl ze op haar knieën in een plas braaksel en uitwerpselen zat. Omdat dit voor een filmster geen aanvaardbare dood was, verhulde men de feiten. De 'Schone Slaapster'-versie, zoals Lupe plande, werd aan de pers meegedeeld. De dood volgt de kunst. Vélez werd 36 jaar.

## Twijfel over doodsoorzaak
De dood van Vélez werd verteld door Kenneth Anger in zijn boek Hollywood Babylon (1959), en is een Urban legend geworden. Ondanks het feit dat zijn versie van de gebeurtenissen in tegenspraak is met gepubliceerde rapporten en de officiële uitspraak, wordt zijn verhaal vaak herhaald als feit of voor een komisch effect - het werd verteld in de pilot-aflevering van de televisiekomedieserie Frasier, "The Good Son"; waarnaar wordt verwezen in een aflevering van de tekenfilm The Simpsons; en genoemd in het nummer "I Wanna O.D." door de Demolition Doll Rods. De biograaf van Vélez, Michelle Vogel, wijst erop dat het voor Vélez "vrijwel onmogelijk" zou zijn geweest om "naar de badkamer te strompelen" of zelfs maar uit bed te komen nadat ze zo'n grote hoeveelheid Seconal had genuttigd. Seconal, een barbituraat, staat bekend om zijn snelle werking, zelfs in kleine doses, en de dood van Vélez was waarschijnlijk onmiddellijk. Op haar overlijdensakte staat "Seconal-vergiftiging" als gevolg van "inname van Seconal" als doodsoorzaak, niet verdrinking. Verder was er ook geen bewijs dat Vélez had overgegeven. In 2013 werd de eerste publicatie gepubliceerd van een politiefoto van het lichaam van Vèlez op de vloer van haar slaapkamer, echter het wordt betwist dat de foto echt is.